# Daniel Christian Ludolph Lehmus
Daniel Christian Ludolph Lehmus (Soest, 3 de julho de 1780 — Berlim, 18 de janeiro de 1863) foi um matemático alemão. Formulou o teorema de Steiner-Lehmus, demonstrado depois por Jakob Steiner.
Lehmus foi professor da Universidade de Berlim. Escreveu livros e artigos sobre matemática, e foi um dos contribuintes do periódico científico Crelle desde a sua primeira edição, em 1826.